# 스벤 베커트

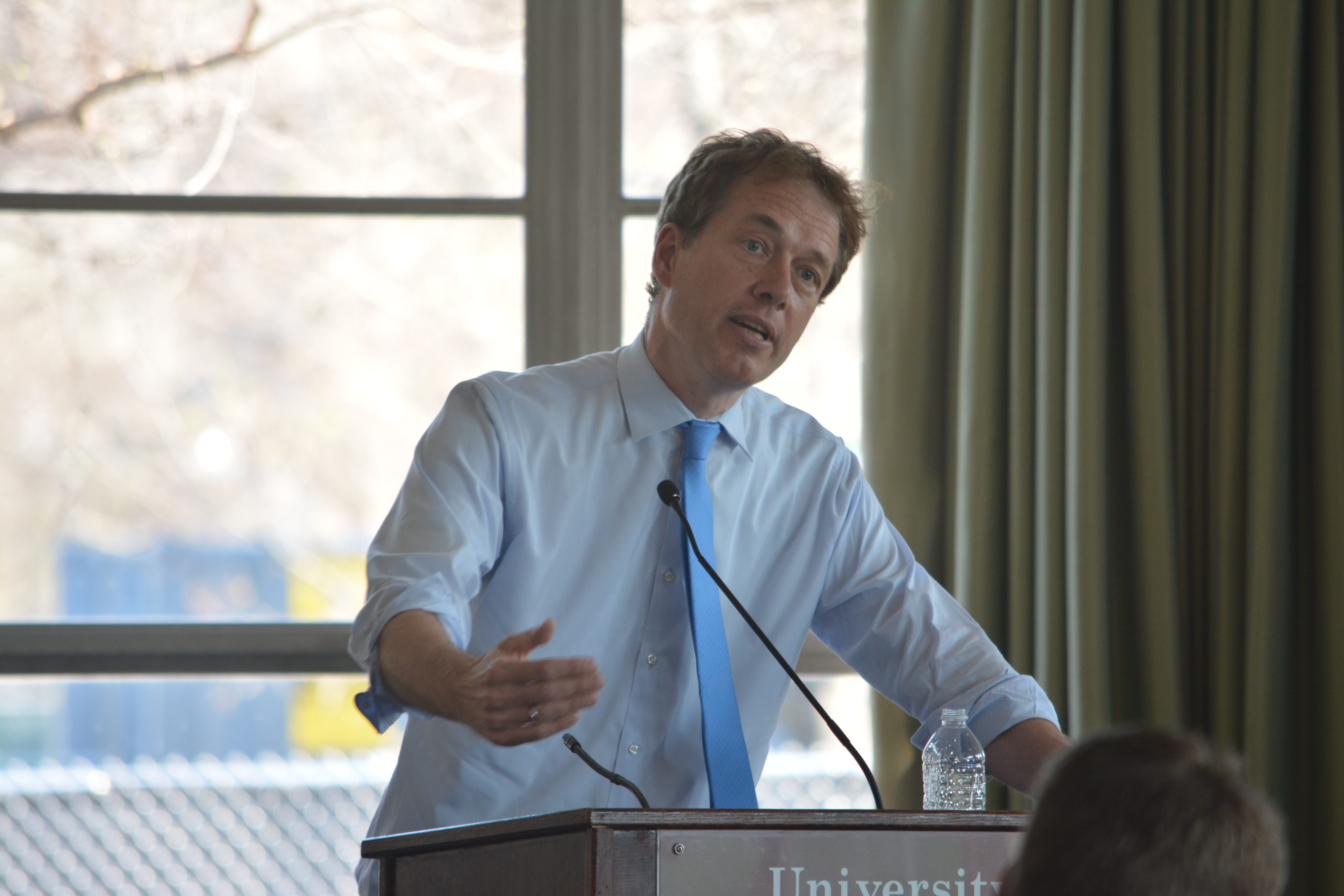

스벤 베커트(Sven Beckert)는 미국의 역사학자이다. 하버드 대학교 레이드 벨 미국사 교수로 19세기 미국사와 세계사를 가르치고 있다. 독일 함부르크 대학교에서 역사학, 경제학과 정치학을 전공하였고 미국 컬럼비아 대학교에서 역사학으로 석사 및 박사 학위를 받았다. 저서로 《면화의 제국》 등이 있다.